# Championnat de Tunisie masculin de volley-ball 1955-1956
Navigation
Saison suivante
Le championnat de Tunisie masculin de volley-ball 1955-1956 oppose les dix meilleures équipes tunisiennes de volley-ball. Il s'agit du premier championnat de volley-ball de la Tunisie indépendante. Il est disputé par trente clubs répartis en trois divisions. La Herzellia Sports, détentrice du titre en 1954-1955, récidive en terminant le championnat invaincue, grâce notamment à des volleyeurs comme Max Sitruk (meilleur jeune volleyeur de la saison et qui a déjà joué pour l'équipe de France), Gilbert et Paul Cohen, Raymond Busso, Marcel Bonnavito et Claude Ginekis.

## Division d'excellence
| Rang | Équipe                                    | Points | Matchs | Victoires | Défaites | Forfaits ou pénalités |
| 1    | Herzellia Sports                          | 36     | 18     | 18        | 0        | 0                     |
| 2    | Alliance sportive                         | 34     | 18     | 16        | 2        | 0                     |
| 3    | Étoile sportive goulettoise               | 30     | 18     | 12        | 6        | 0                     |
| -    | Stade gaulois                             | 30     | 18     | 12        | 6        | 0                     |
| 5    | Cercle des nageurs tunisiens              | 27     | 18     | 9         | 9        | 0                     |
| 6    | Club sportif des cheminots                | 26     | 18     | 8         | 10       | 0                     |
| -    | Union sportive goulettoise                | 26     | 18     | 8         | 10       | 0                     |
| 8    | Association sportive populaire            | 22     | 18     | 5         | 12       | 1                     |
| 9    | Association sportive des sapeurs pompiers | 26     | 18     | 8         | 10       | 0                     |
| 10   | Association sportive de l'Ariana          | 17     | 18     | 0         | 17       | 1                     |

L'Association sportive de l'Ariana rétrograde en division d'honneur et doit être remplacée par le champion de cette division, l'Union sportive de la marine de Ferryville.

## Division d'honneur
| Rang | Équipe                                    | Points | Matchs | Victoires | Défaites | Forfaits ou pénalités |
| 1    | Union sportive de la marine de Ferryville | 32     | 16     | 16        | 0        | 0                     |
| 2    | Association sportive française            | 28     | 16     | 12        | 4        | 0                     |
| 3    | Club sportif Le Matériel de Bizerte       | 25     | 16     | 9         | 7        | 0                     |
| 4    | Étoile sportive olympique                 | 25     | 16     | 10        | 5        | 1                     |
| 5    | Stade tunisien                            | 23     | 16     | 7         | 9        | 0                     |
| 6    | Patrie Football Club bizertin             | 22     | 16     | 6         | 10       | 0                     |
| -    | Union sportive tunisienne                 | 22     | 18     | 7         | 8        | 1                     |
| 8    | Maccabi                                   | 20     | 16     | 4         | 12       | 0                     |
| 9    | Racing Club de Tunis                      | 17     | 16     | 1         | 15       | 0                     |
| 10   | Avenir musulman                           | FG     | -      | -         | -        | -                     |

## Division de promotion
Le titre de la troisième division, appelée division de promotion, est remporté par le Club sportif de Hammam Lif qui a battu ses principaux concurrents : les Diaboliques (équipe formée par les dissidents de l'Alliance sportive), le Tunis Universitaire Club, le Club sportif Le Matériel de Bizerte et, en match de barrage, la Jeunesse olympique de Tunis. Les lauréats sont notamment Hamadi Ghedamsi, Raouf Bey, Taoufik Ghedamsi, Mimoune Bey, Noureddine Bey et Mouldi Zemni.